# Forbidden (album)
Forbidden – osiemnasty studyjny album brytyjskiej grupy Black Sabbath, wydany 20 czerwca 1995. Był to zarazem ostatni album na którym śpiewał Tony Martin.

## Lista utworów
1. "The Illusion of Power" – 4:51
2. "Get a Grip" – 3:58
3. "Can't Get Close Enough" – 4:27
4. "Shaking Off the Chains" – 4:02
5. "I Won't Cry for You" – 4:47
6. "Guilty as Hell" – 3:27
7. "Sick and Tired" – 3:29
8. "Rusty Angels" – 5:00
9. "Forbidden" – 3:47
10. "Kiss of Death" – 6:06
11. "Loser Gets It All" - 2:55(japoński bonus track)

## Twórcy
- Tony Martin – wokal
- Tony Iommi – gitara
- Neil Murray – gitara basowa
- Cozy Powell – perkusja
- Geoff Nicholls – instrumenty klawiszowe